# ホンダ・CB-R
CB-R（シービーアール）は、本田技研工業が製造販売するオートバイのシリーズ商標である。

## 概要
同社のネイキッドロードスポーツモデルCBシリーズのバリエーションモデルに使用される商標で、SC01型CB900Fをベースに開発され、1981年 - 1983年の海外向け専用仕様として製造販売されたSC08型CB1100Rが初出である。
その後2000年代になり同社の海外法人が製造し、海外向け専用仕様として販売するストリートファイタータイプの商標に転用。
2010年代にはコンセプトモデルから派生した新たなシリーズを展開しており、日本国内向け仕様もラインナップされた。

## 車両解説

### CB1100R
詳細は以下の項目を参照のこと。
- ホンダ・CB1100R
- ホンダ・CB-F

### 2000年代に製造販売されたモデル
いずれも海外生産ならびに海外販売されたモデルで日本国内での正規販売はされていない。

#### CB300R（ブラジル生産）
ブラジルアマゾナス州マナウスのモト・ホンダ・ダ・アマゾニア・リミターダ（Moto Honda Da Amazonia Ltda.）が製造し、サンパウロ市に本社を置くホンダサウスアメリカ・リミターダ（Honda South America Ltda.）が2009年 - 2015年にかけて南米地区を中心に販売した排気量291.6ccの空冷4ストローク4バルブDOHC単気筒エンジンを搭載するモデル。
- pt:Honda_CB_300_Rならびにes:Honda_CB_300_Rも参照

#### CB1000R（SC60型）
ホンダ・CB1000Rを参照のこと。

### 新世代CBシリーズ
同社のヨーロッパ地区統括会社であるホンダ・モーター・ヨーロッパ（Honda Motor Europe Ltd.）が水冷4ストローク4バルブDOHC4気筒エンジンを搭載するCBR650Fをベースに製作したコンセプトモデルCB4コンセプトが源流。同モデルは2015年にイタリアで開催されたミラノモーターサイクルショー2015（2015）に参考出品された。
その後は本田技研工業も製作に加わりCBR1000RRをベースにしたコンセプトモデルNeo Sports Café Concept（ネオスポーツカフェコンセプト）に発展し、2017年10月25日 - 11月5日に開催された第45回東京モーターショーへ参考出品された。その直後の同年11月7日から開催されたミラノモーターサイクルショー2017（EICMA）に若干の手直しを加えた市販モデルSC80型CB1000Rとして出品。さらには同一コンセプトで水冷4ストローク4バルブ単気筒エンジンを搭載するCB125R・CB300Rも出品された。
これらのモデルはマスの集中化と軽量化を図った車体パッケージングを持つ新世代CBシリーズというコンセプトのほか、以下の共通装備を持つ。
- ダイヤモンド型フレーム[注 2]
- 丸形ヘッドライトを含め灯火類をフルLED化
- 前輪サスペンションは倒立型テレスコピック
- 後輪サスペンションはモノショック型スイングアーム
- ギアポジションインジケーターを内蔵したフル液晶デジタルメーター
- 燃料供給はPGM-FI電子式燃料噴射装置
- セルフ式エンジン始動
- 常時噛合式6段マニュアルトランスミッション
- 2016年7月1日に施行された欧州Euro4ならびにWMTCを参考とした規制値および区分[5]の平成28年自動車排出ガス規制[6]に対応

単気筒エンジン搭載モデルは本シリーズ以前に販売されていたCBR125R・CBR150R・CBR250R・CBR300Rから、エンジンの基本設計をキャリーオーバーとしたほか、一部コンポーネンツを共用する。
シリーズ全般としてCB125R・CB150R・CB250R・CB300R・CB650R・CB1000Rの6モデルが製造販売されるが、太字書体は日本国内正規販売モデルである。

#### CB1000R（SC80型）
ホンダ・CB1000Rを参照のこと。

#### CB650R
ホンダ・CBR650Rを参照のこと。

#### CB300R
単気筒エンジン搭載モデルとしては最大排気量を持つ。内径x行程：76.0x63.0（mm）・排気量286cc・圧縮比10.7のDOHCエンジンを搭載し、最高出力23.1kw（31.4ps）/8,500rpm・最大トルク27.5N・m（2.8kgf・m）/7,500rpmのスペックを誇る。
110/70（前）・150/60（後）の17インチラジアルタイヤ、ブレーキは前後ともシングルディスクは他の単気筒モデルとすべて共通になる。
なお、本モデルはABSを標準装着する。

#### CB250R
日本国内では排気量250cc超モデルは車検が必要となることから、CB300Rをベースに排気量を249ccに落とした日本国内向け軽二輪モデルでMC43型CB250Fの実質的なフルモデルチェンジ車でもある。
型式名2BK-MC52。開発コンセプトを『日常の移動を遊びに変える“SPORTS ROADSTER”』とし、タイ王国バンコクのタイ・ホンダ・マニュファクチュアリングカンパニー・リミテッド（Thai Honda Manufacturing Co., Ltd.）が製造し、本田技研工業が輸入事業者として販売される本モデルは、 2018年5月22日に発売されることが同年3月8日に発表された。
内径x行程：76.0x55.0（mm）・排気量249cc・圧縮比10.7のMC52E型エンジンは最高出力20kw（27ps）/9,000rpm・最大トルク23N・m（2.3kgf・m）/8,500rpmのスペックを誇る。
本モデルは、IMU付ABS装着モデルと無モデルを設定。車重は装着モデルで144kg、無モデルで142kgと先代のCBR250Rからは19kg、CB250Fからは16kgの軽量化を達成した。
年間販売目標はABS装着モデル・無モデルを含め4,600台、消費税抜希望小売価格はABS装着モデルが513,000円、無モデルが466,000円とし、以下の車体色を設定する。
- ブラック
- キャンディークロモスフィアレッド
- マットクリプトンシルバーメタリック

2025年、CB125R、CB250Rのヘッドライトに不具合があるとして、約20,000台がリコールとなった。全車両、前照灯を、対策品と交換することとなった。

#### CB150R
2017年9月にタイ王国で発表されたモデルで正式車名はCB150R ExMotionとペットネームが附帯する。
本モデルもネオスポーツカフェコンセプトを継承するものの2017年5月に開催されたバンコク国際モーターショーに参考出品されたコンセプトモデル150SS RACERの市販バージョンという一面も持つ。このため車体デザインや造形で他の単気筒搭載モデルとは差異があり、燃料タンク容量も10Lではない8.5Lとなった。また本モデルと後述するCB125Rはマフラーがショートタイプになる。
エンジンの基本設計は2016年にインドネシアで発表されたCBR150Rと共有する内径x行程：57.3x57.8（mm）・排気量149ccの前傾40°DOHC単気筒エンジンを搭載するが、最高出力・最大トルクは未発表である。またCB250R同様にABS装着モデル・無モデルをラインナップしており、車重は装着モデルで125kg、無モデルで123kg。
日本国内での正規販売は行われていないが、エンデュランス社による並行輸入販売が行われており、消費税抜希望小売価格はABS装着モデルが478,000円、無モデルが438,000円に設定されるほか、以下の車体色が設定される。
- アステロイドブラックメタリック：CB150R・CB150R ABS
- ミレニアムレッド：CB150R
- マットローレルグリーンメタリック：CB150R
- パールカダットグレー：CB150R

#### CB125R
シリーズ最少排気量モデルで、日本国内向け仕様は型式名2BJ-JC79。開発コンセプトを『“SPORTS ROADSTER” Prologue バイク本来の乗る楽しさを』とし、CB250R同様タイ生産・本田技研工業が輸入事業者となる形態で2018年3月9日に発売されることが同月8日に発表された。
搭載される内径x行程：58.0x47.2（mm）・排気量124cc・圧縮比11.0のJC79E型エンジンはシリーズで唯一のSOHCを採用し、最高出力9.8kW（13ps）/10,000rpm・最大トルク10N・m（1.0kgf・m）/8,000rpmのスペックを誇る。本モデルはIMU付ABSが標準装備となり車重は127kgに設定された。
年間販売目標は1,200台、消費税抜希望小売価格は415,000円とし、以下の車体色を設定する。
- ブラック
- キャンディークロモスフィアレッド
- パールメタロイドホワイト